# Доктор Омега
«Доктор Омега» (фр. Le Docteur Oméga) — науково-фантастичний роман французького письменника Арну Галопена 1906 року. Натхненний романами Герберта Веллса «Війна світів» і «Перші люди на Місяці», він розповідає про пригоди однойменного вченого доктора Омеги та його супутників в подорожах за допомогою космічного корабля «Космос». Концепція роману, як зауважували пізніші критики, нагадує концепцію телесеріалу «Доктор Хто», проте творці серіалу ніколи не згадували французький роман як джерело натхнення.

## Огляд
Дія роману розгортається приблизно в 1906 році у невідомому селі в Нормандії, а потім переносить читача на Марс. Головний герой, доктор Омега — таємничий винахідник космічного апарата у формі снаряда під назвою «Космос», який також може рухатися на суші та під водою. «Космос» сягає 13 метрів в довжину і 3 метри в діаметрі. Він виготовлений із речовини під назвою стеліт або репульсит (залежно від використання), яка відштовхує простір і час і дозволяє йому подорожувати в ефірі. Його інтер'єр поділений на чотири секції, кожна з яких освітлюється електричним світлом, що живиться від генератора, який працює від восьмициліндрового двигуна 200 кінських сил (150 кВт). Усі підлоги підвішені на карданних шарнірах для підтримки нормального рівня. Ілюмінатори виготовлені з прозорого стеліту. Окрім містка, інші секції корабля включають комору, склад зброї та спальні приміщення екіпажу.
Супутниками доктора Омеги в його подорожах є два французи: сусід Дені Борель (оповідач) і його помічник, незграбний Фред (прізвище не вказано). Доктор Омега та його двоє супутників подорожують на Марс, де вони вперше здійснюють посадку в одному з марсіанських морів та проводять деякі підводні дослідження, під час яких стається сутичка з фосфоренцюючими рибами та агресивними плазунами водалями. На поверхні їх атакують дикі карликові істоти з довгими мацаками. Пізніше вони досліджують Червону Долину, в якій у людей-кажанів розвинулися штучні крила, щоб уникати смертоносних змій. Вони зустрічають іншу расу цивілізованих головатих гномів (макроцефалів) і постають перед своїм королем у Місті Вогню. Люди вчаться спілкуватися з гномами та допомагають їм у війні проти південних ворогів, какоцитів. Макроцефали хочуть утримати Доктора Омегу та його супутників у полоні на Марсі. Однак доктору Омезі та його супутникам вдається передати SOS, а потім їх рятує не менш загадковий професор Гельвецій. Зрештою вони повертаються на Землю разом із марсіанином Цізау.

## Видання

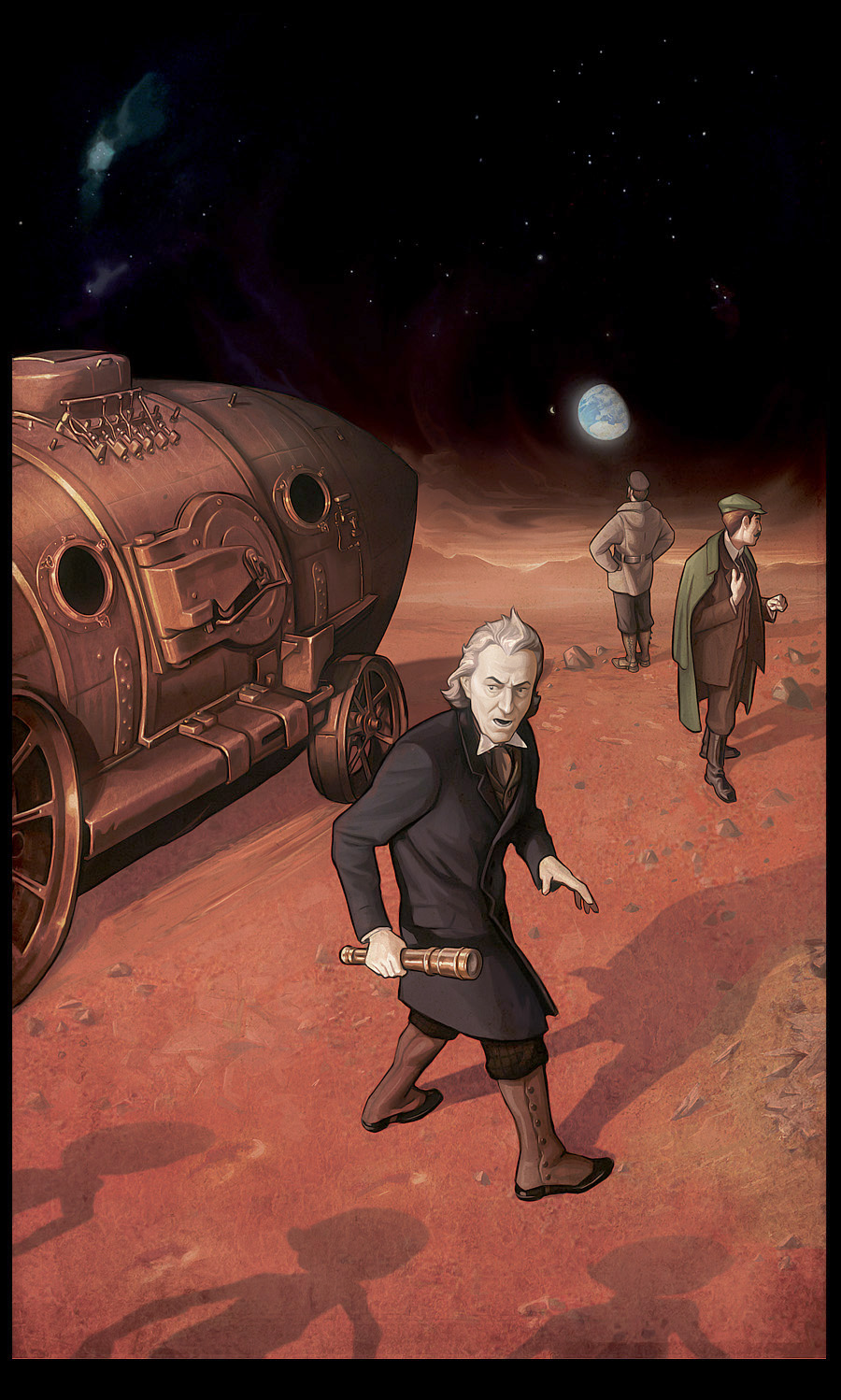
Доктор Омега та його супутники на Марсі. Ілюстрація Томаса Жерара, 2011 р.

Вперше твір надруковано у видавництві Librairie Mondiale у Парижі в 1906 році з ілюстраціями Е. Буара. Пізніше книга була перевидана під назвою Les Chercheurs d'Inconnu: Aventures Fantastiques d'un Jeune Parisien (Шукачі невідомого: Фантастичні пригоди молодого парижанина) як Pulp-журнал із 12 випусків у Tallandier, Париж, № 1 -9, 1908; № 10-12, 1909. Для цього примірника Галопен змінив назву корабля на «Ексельсіор», а речовину — на «стеліт». Він також переписав і розширив кілька розділів і спробував звернутись до молодшої аудиторії. Перевидання опублікував Альбін Мішель у 1949 році з ілюстраціями Рапено.
У 2003 році видавництво Black Coat Press у Лос-Анджелесі опублікувало примірник, «перероблений та переказаний» Жаном-Марком Лоффісьє та Ренді Лоффісьє з обкладинкою Гіла Формози .ISBN 0-9740711-0-2 не містить жодних ілюстрацій; ISBN 0-9740711-1-0 (колекційне видання) містить добірку ілюстрацій Буарда з першого видання. Цей примірник є вільним перекладом або адаптацією першого французького видання. Адаптований і переказаний текст вперше створив Філіп Хосе Фармер для його адаптації Дж.-Х. Росні «Залізний замок». У цьому випадку деякі невідповідності сюжету були усунені або виправлені; актуалізовано чи виправлено деякі застарілі наукові уявлення; деяку расистську або невідповідну лексику було видалено. Крім того, вставлено посилання на вигаданих персонажів Арсена Люпена, доктора Кареско та Медлін. А ще додано посилання на те, що Доктор Омега був Доктором із «Доктора Хто», головним чином через випадкову — але реальну — схожість між двома персонажами (особливо Першим Доктором, якого грав Вільям Гартнелл у 1963—1966 роках). Автор «Доктора Хто» Терренс Дікс створив передмову, а ілюстрацію обкладинки змінено на таку, як у романі «Далеки» 1973 року, виданому у Target Books.
У 2009 році французький видавець Riviere Blanche передрукував перше видання з вибраними ілюстраціями Буара та Рапено, новою передмовою Жана-Марка Лоффісьє, французькими перекладами передмови Терренса Дікса та оповіданнями Кріса Роберсона, Метью Бау, Тревіса Гільца та Сержа Лемана за участю доктора Омеги; обкладинка Гіла Формози. У 2011 році американське видавництво Black Cat Press надрукувало нескорочений англійський переклад з оригінальними ілюстраціями Е. Буарда. У 2014 році Explore Multimedia випустила повну чотиридискову англійську аудіокнигу, названу «Можливим походженням Доктора Хто». Книгу читає Джон Гілор, який озвучив Доктора Хартнелла в епізоді «День медика»).
У 2018 році студентське видавництво Méli-Mélo також перевидало книгу.

## Згадки в інших творах
Доктор Омега згадується, а Цізау з'являється на шпальтах «Нового альманаху мандрівника» Ліги надзвичайних джентльменів, том II.
Доктор Омега з'являється в кількох оповіданнях у поточній антології «Казки людей тіні».
Додатковий том «Доктор Омега і люди тіні» містить історії з наведених вище збірок разом із новими.